# Carnegie Hill

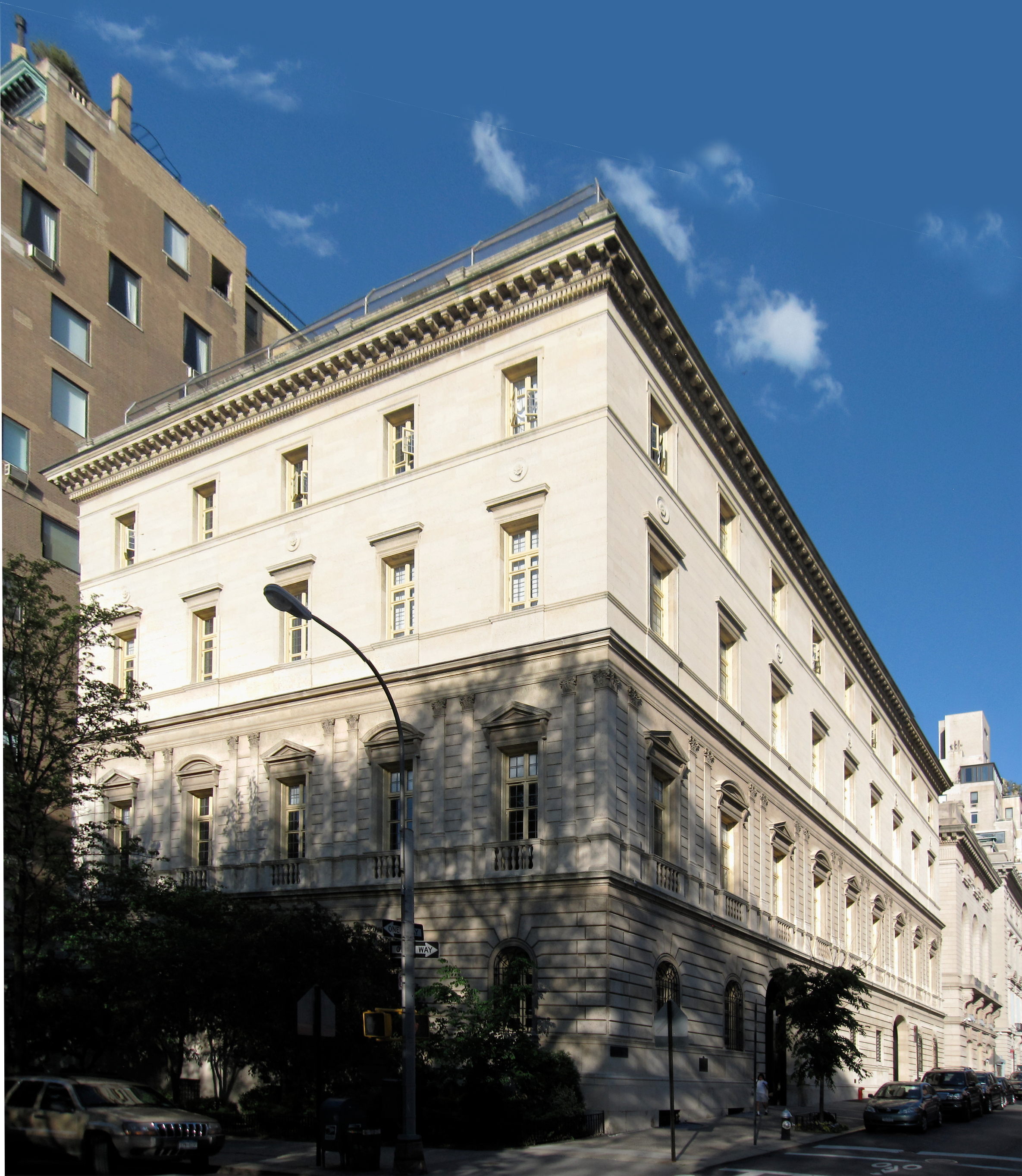
Dawny dom Otto H. Kahna przy Piątej Alei

Carnegie Hill – jedna z dzielnica (neighborhood) Upper East Side, położona w nowojorskiej dzielnicy Manhattan. Jego granice wyznacza na południu 86. ulica, a na północy ulica 96., następnie Carnegie Hill przebiega pomiędzy Piątą Aleją a Trzecią Aleją, docierając do 98. ulicy. Okolica ta stanowi część Manhattan Community Board 8. Carnegie Hill jest uznawana za jedną z najbardziej prestiżowych sekcji mieszkalnych w Upper East Side.

## Historia
Dzielnica została nazwana na cześć dworu, jaki Andrew Carnegie wybudował przy Piątej Alei i 91. ulicy w 1901 roku. Obecnie w posiadłości funkcjonuje Cooper–Hewitt, National Design Museum, stanowiące część kompleksu Smithsonian Institution. Naprzeciw muzeum znajduje się były dom Otto Kahna, bankiera i filantropa, w którym aktualnie swoją siedzibę ma katolicka szkoła dla dziewcząt Convent of the Sacred Heart. Poza Carnegiem, swoje rezydencje na północ od 90. ulicy posiadali m.in.: Marjorie Merriweather Post, Margaret Rockefeller Strong i John Hay Whitney.
Architektura Carnegie Hill obejmuje apartamentowce wzdłuż Park Avenue i Piątej Alei, kamienice z piaskowca w pobocznych ulicach, wspólnoty i spółdzielnie mieszkaniowe, a także szereg historycznych posiadłości, które obecnie są często wykorzystywane przez wszelakie organizacje; w tego typu dworkach utworzono między innymi Muzeum Żydowskie, National Academy of Design oraz Dalton School. Od czasu lat 50. do 1991 roku w dawnym domu Willarda Straighta przy Piątej Alei 1130 znajdowała się siedziba National Audubon Society. Gdy organizacja przeniosła się do NoHo, jej miejsce zajęło Międzynarodowe Centrum Fotografii; ostatecznie jednak Centrum Fotografii również zmieniło siedzibę, kontynuując działalność w Midtown, w pobliżu Bryant Park. W 2001 roku obiekt ponownie stał się prywatną rezydencją. Jeden z budynków na rogu 89. ulicy zajmuje z kolei New York Road Runners – organizacja skupiająca ponad 40 tysięcy biegaczy.
W przeszłości północne sekcje Carnegie Hill uważane były za mniej popularny kraniec East Side, jednak obecnie są cenione za architektoniczną estetykę, a także działające tam muzea i restauracje.

## Granice
Carnegie Hill Historic District – określony taką nazwą przez Landmarks Preservation Commission, przebiega od 86. ulicy na południu do 98. ulicy na północy. Zachodnią granicę sąsiedztwa stanowi Central Park, zaś wschodnią Madison Avenue oraz Lexington Avenue.